# Hrabstwo Dodge (Nebraska)
Hrabstwo Dodge (ang. Dodge County) – hrabstwo w stanie Nebraska w Stanach Zjednoczonych. Obszar całkowity hrabstwa obejmuje powierzchnię 543 mil2 (1 406,37 km²). Według danych z 2010 r. hrabstwo miało 36 691 mieszkańców. Hrabstwo powstało w 1855 roku i nosi imię Augustusa Dodge'a - senatora ze stanu Iowa.

## Sąsiednie hrabstwa
- Hrabstwo Cuming (północ)
- Hrabstwo Burt (północny wschód)
- Hrabstwo Washington (wschód)
- Hrabstwo Douglas (południowy wschód)
- Hrabstwo Saunders (południe)
- Hrabstwo Butler (południowy zachód)
- Hrabstwo Colfax (zachód)

## Miasta
- Fremont
- Hooper
- North Bend
- Scribner

## CDP
- Ames

## Wioski
- Dodge
- Inglewood
- Nickerson
- Snyder
- Uehling
- Winslow